# Dolenice
Dolenice – gmina w Czechach, w powiecie Znojmo, w kraju południowomorawskim. Według danych z dnia 1 stycznia 2022 liczyła 135 mieszkańców.
W miejscowości jest przystanek kolejowy Dolenice.